# Cliron
Cliron település Franciaországban, Ardennes megyében. Lakosainak száma 412 fő (2022. január 1.). Cliron Arreux, Ham-les-Moines, Haudrecy, Lonny, Montcornet, Renwez és Tournes községekkel határos.

## Népesség
A település népességének változása:
| Lakosok száma | 187  | 265  | 290  | 296  | 345  | 369  | 393  | 402  | 414  | 412  |
|               | 1968 | 1990 | 2006 | 2011 | 2015 | 2016 | 2018 | 2019 | 2021 | 2022 |